# Вулиця Гарбарська (Краків)
Гарбарська вулиця (пол. Ulica Garbarska) — вулиця в Кракові, в колишньому передмісті Гарбари.
Ймовірно, вона існувала вже в XV столітті і з'єднувала костел кармелітів із неіснуючим сьогодні костелом св. Петра Малого. Назва «Гарбарська», що походить від назви юридику, в якому вона знаходилася, вперше згадується в XVI столітті, але пізніше вживаються інші назви (зокрема, вулиця Паньська, назва «Гарбарська» була офіційно дана в 1858 році). Забудова вулиці неодноразово руйнувалася (зокрема під час облог Кракова 1587 та 1655 рр.).
На розі вулиць Гарбарської та Кармелицької знаходиться костел Відвідин Пресвятої Діви Марії (кармелітів тшевичкових). Сучасна забудова вулиці (окрім костелу кармелітів), обок домінуючих кам'яниць зламу XIX—XX ст., включає також будівлі початку XIX ст.(пізніше перебудовані), завдяки чому вулиця частково зберегла характер колишнього передмістя.
|                                   |
| Вид на захід (з вул. Лобзовської) |

| |
| вул. Гарбарська 4 Прибуткова кам'яниця, проєкт Януш Нєдзялковський (1897) Народився і мешкав в ній режисер Войцех Єжи Гас |

|                                                                         |
| вул. Гарбарська 13 Прибуткова кам'яниця, проєкт Броніслав Мюллер (1902) |